# Simone Fontecchio

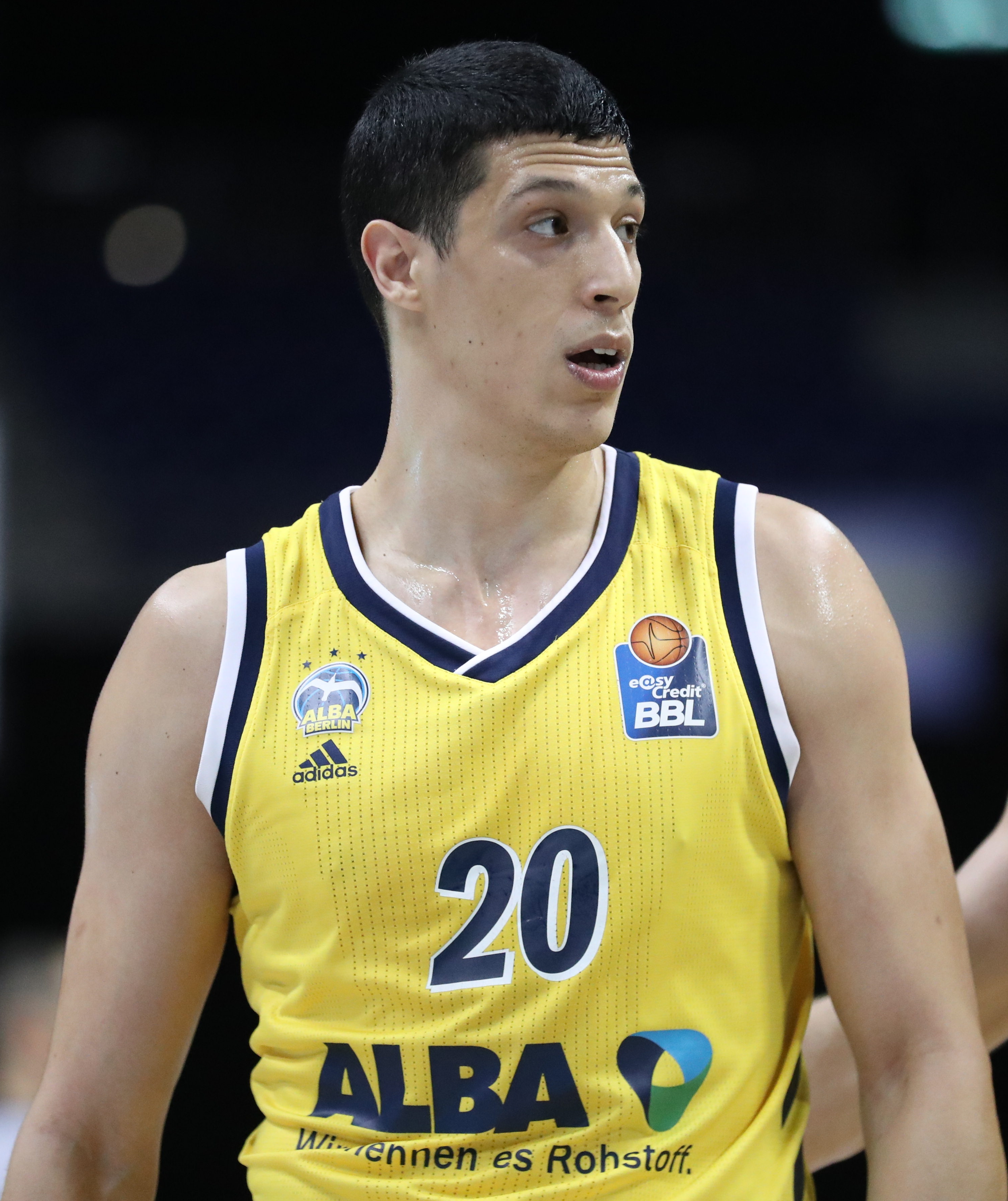
Simone Fontecchio, 2021.

Simone Fontecchio, född 9 december 1995 i Pescara, är en italiensk professionell basketspelare (SF) som spelar för Miami Heat i National Basketball Association (NBA). Han har tidigare spelat bland annat för Utah Jazz och Detroit Pistons.
Fontecchio blev aldrig NBA-draftad.
Han deltog också vid de olympiska sommarspelen 2020 i Tokyo. med det italienska basketlandslaget.